# 中部あさいちばん
『中部あさいちばん』（ちゅうぶあさいちばん）は、中部ブロック（東海北陸地方）のNHKラジオ第1放送で放送されたNHK名古屋放送局制作の情報番組である。『ラジオあさいちばん』の中部ブロックローカルパートである。
2013年5月28日のNHKネットラジオ らじる★らじるでの配信開始で全国で聴取できた。
2015年3月28日をもって放送を終了した。

## 放送時間
- 月曜日 - 土曜日　7:40 - 8:00（JST）

※ただし、年末年始は放送休止。

## キャスター
- 特に決まったキャスターは配せず、前日に夜勤を担当したアナウンサーがキャスターを務めた。

## 番組内容
- 東海・北陸のニュース
- 交通情報
  - 7:41　月曜～土曜（祝日も含む）全局放送
  - 7:58　月曜～金曜（祝日は除く）東海3県、金沢、富山、福井、静岡の各局
※尚、土曜日および祝日は、中部7県全局に放送。
- 気象情報
- 地域情報
- 旬の食材を楽しもう
- 文芸サロン（俳句・川柳）
- インタビュー
- その他